# Castello di Leesdorf
Il castello di Leesdorf (Schloss Leesdorf in tedesco) si trova nel comune austriaco di Baden nel omonimo distretto, in Bassa Austria e le sue prime strutture risalgono al XII secolo.

## Storia

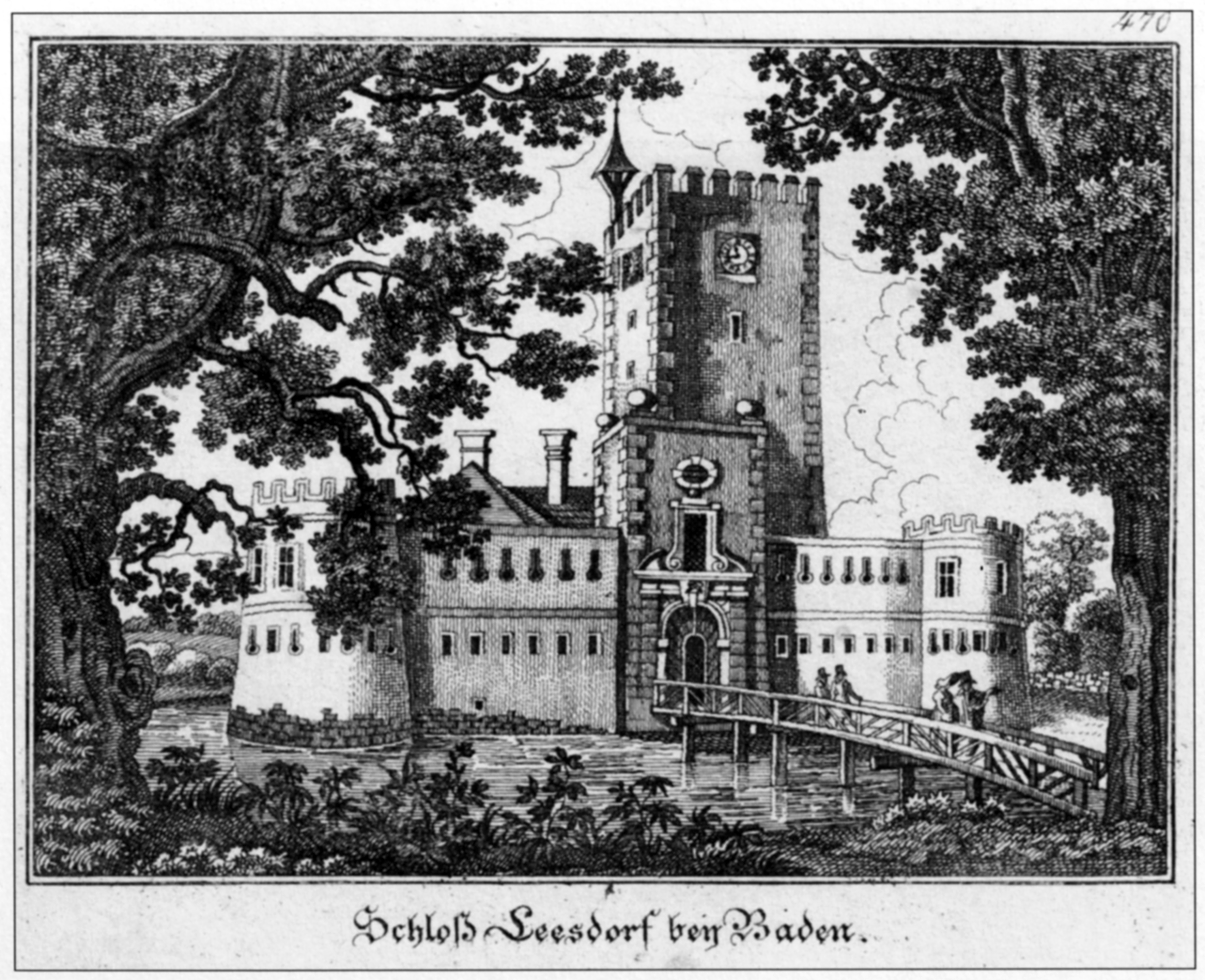
Il castello di Leesdorf in una stampa della metà del XIX secolo

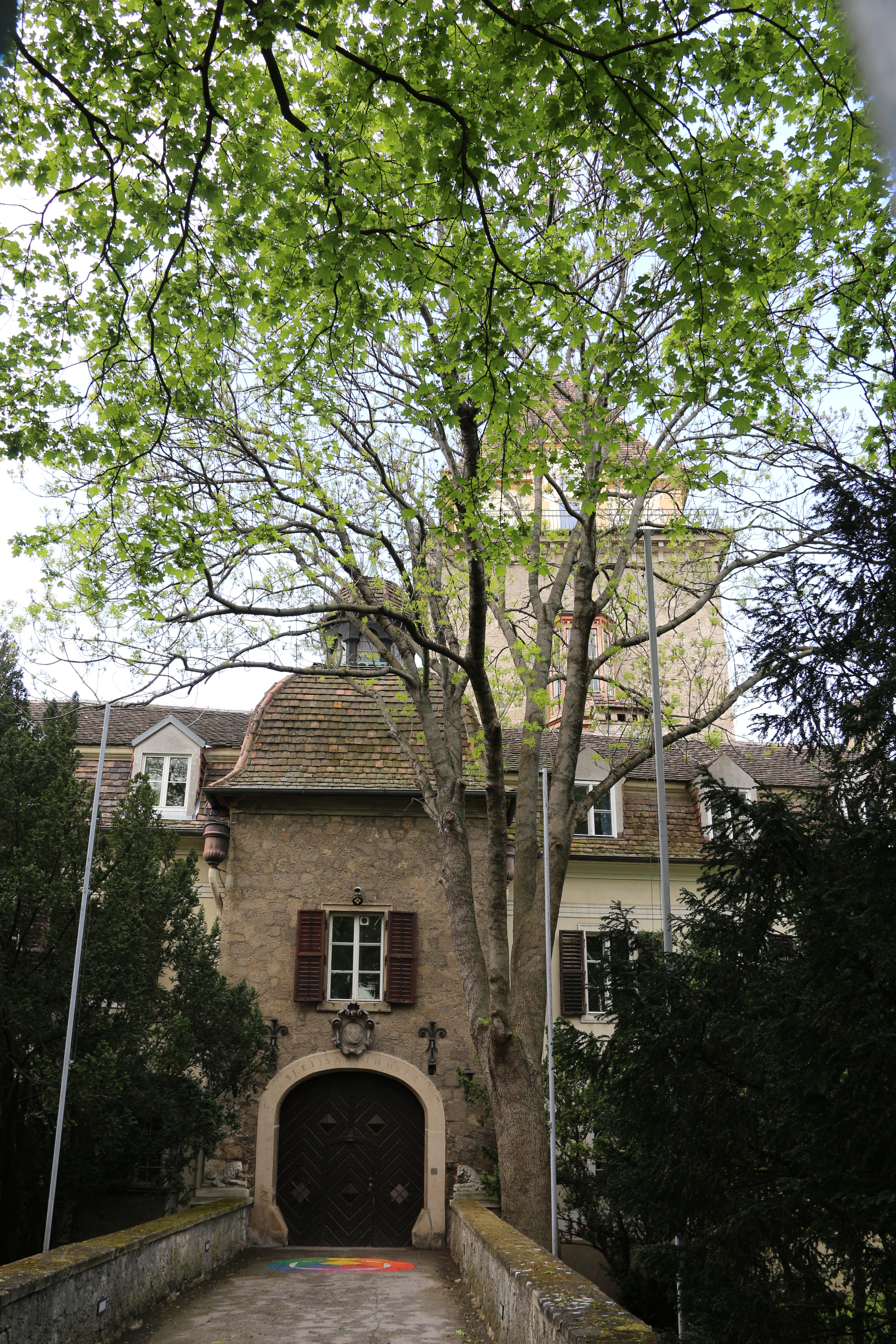
Portale di accesso dal parco

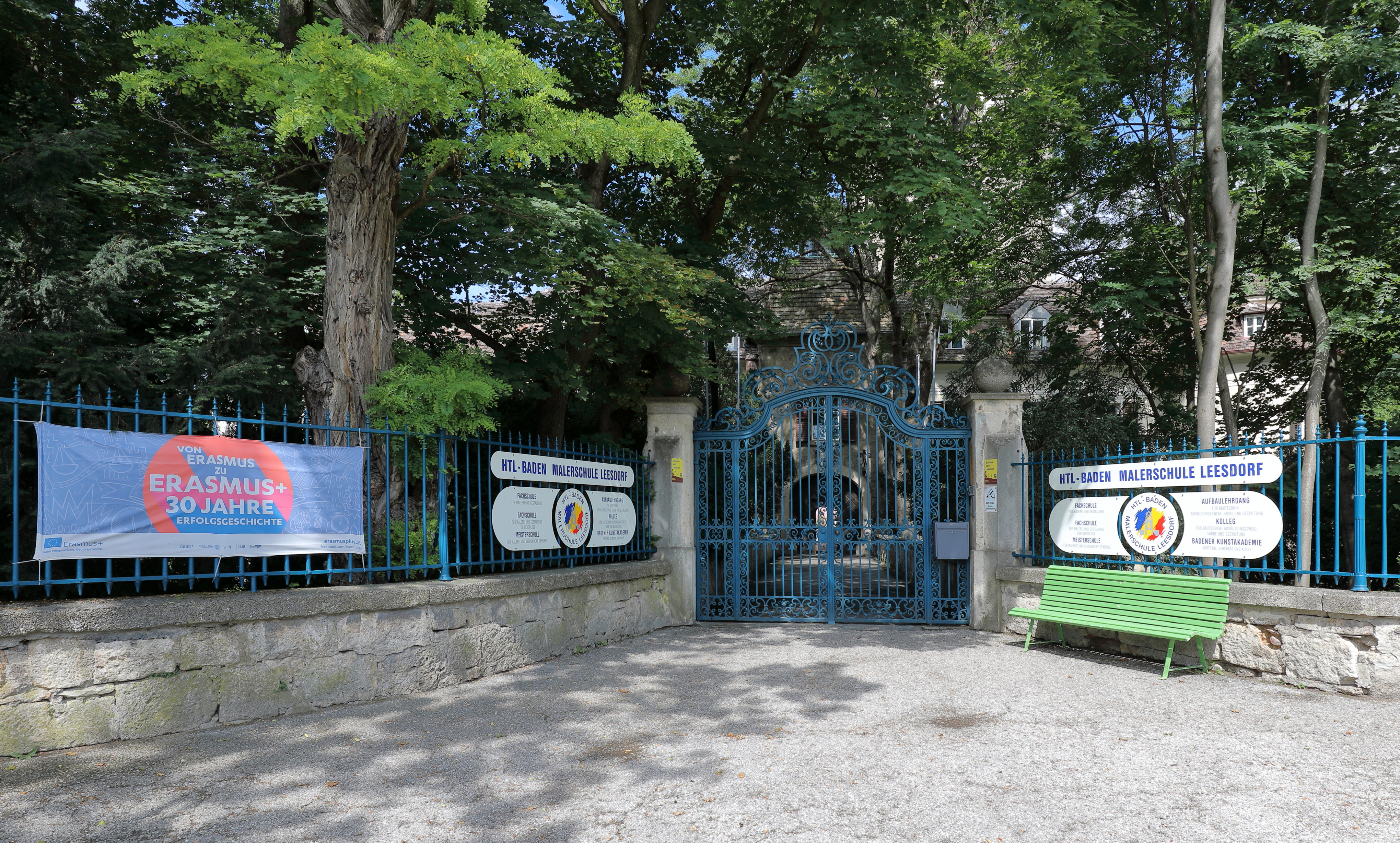
Cancello dell'ingresso all'Höhere Technische Lehranstalt

La prima citazione su documenti che riferisce di un castello circondato dal fossato a Baden risale all'inizio del XII secolo e da quel momento si susseguono i signori proprietari della fortezza. Nella seconda metà del XIV secolo ancora non si era raggiunta una stabilità nel suo possesso e risulta che attorno al 1617 la struttura si trovava in uno stato di semiabbandono quando Hans Friedrich von Kielmannsegg la vendette con la tenuta attorno all'abbazia di Melk. Durante l'invasione turca del 1683 vi furono gravi danneggiamenti e l'abate Berthold Diethmayr durante il restauro dell'edificio fece in modo che assumesse l'aspetto di un palazzo barocco. Il castello mantenne tale stile sino alla metà del XIX secolo quando l'abbazia lo cedette ad un privato, Stanislao Neumeister, che fece riempire il fossato e decise per altre modifiche facendogli perdere sempre più le forme da struttura di difesa. I signori del castello cambiarono ancora più volte e a cavallo dei secoli XIX e XX il mastio fu rifatto completamente in muratura. Nel 1934 il castello rientrò in possesso di un ordine religioso, le suore del terzo ordine di San Francesco. Subito dopo la fine della seconda guerra mondiale vi venne istituita una scuola superiore di pittura che col tempo divenne un Höhere Technische Lehranstalt (Istituto tecnico superiore).

## Descrizione
Il castello di Leesdorf si trova a est del centro abitato del comune austriaco di Baden nel omonimo distretto, in Bassa Austria ed  è circondato da un lungo muro e l'accesso è possibile attraverso un cancello del parco e con ponte a due arcate che arriva alla torre quadrata. Al posto dell'odierno ponte in pietra vi erano un tempo due ponti levatoi. Superato il portale barocco si accede al cortile interno. Il mastio ha base quadrata e si sviluppa su sei piani con esterno in muratura bugnata. In un'ala si conserva la cappella dedicata a San Nicola con un importante affresco sul soffitto raffigurante la Santissima Trinità con angeli.
Il castello di Leesdorf in Austria è un bene sottoposto a tutela artistica col numero 53314.